# Sylvan Muldoon
Sylvan Muldoon (ur. 18 lutego 1903 w Darlington, USA, zm. w październiku 1969) – amerykański pisarz i badacz zjawisk związanych z OBE.
Eksterioryzacją zainteresował się po raz pierwszy, gdy ten stan wystąpił u niego spontanicznie w wieku 12 lat. W kolejnych latach Muldoon studiował literaturę parapsychiczną. Mając 25 lat, natrafił na pracę Herewarda Carringtona, badacza zjawisk parapsychicznych Modern Psychical Phenomena. Po nawiązaniu współpracy napisali książkę The Projection of the Astral Body, wydaną w Londynie w 1929 roku. Mooldon opisał w niej swoje liczne podróże poza ciałem. Zamieścił w niej badania, jakie prowadził. Szczegółowo opisał budowę tzw. sznura astralnego, łączącego ciało fizyczne z ciałem astralnym. Podał sposoby mogące być przydatne w osiągnięciu eksterioryzacji. Jak również dietę, która jego zdaniem może mieć wpływ na wywołanie tego stanu.

Po tak wielu latach doświadczeń w zakresie wędrówek astralnych... i po wykonaniu tak licznych prób z wysyłaniem ciała astralnego, mogłem zebrać niezliczone fakty i wyciągnąć z nich wnioski, z których pewne, o ile mogę stwierdzić, jeszcze nigdy nie zostały odkryte ani rozpowszechnione przez innych autorów pracujących na tym polu.

Muldoon odniósł się do zjawiska bilokacji, uważając, że jest ono spowodowane jedynie odbieraniem wrażeń z dwóch źródeł – ciała fizycznego i ciała astralnego. Oba ciała, fizyczne i astralne, posiadają wówczas tą samą świadomość. Zauważył, że jego podróże różnią się od doznań innych podróżników astralnych. Wychodząc z ciała doświadczał i oglądał, tylko i wyłącznie świat fizyczny.
Został pochowany na cmentarzu Union Grove w Darlington.

## Publikacje
- Sylvan J.Muldoon and Hereward Carrington, The Projection of the Astral Body, Psychic Book Club, London 1929
- Muldon/Carrington, The Case for Astral Projection, Aries Press, Chicago 1936
- Sylvan J.Muldoon und Hereward Carrington, Die Aussendung des Astralkorpers, Ubersetzt von Rudolf Meldau, Freiburg im Breisgau 1964